# Steiroxys trilineatus
Steiroxys trilineatus är en insektsart som först beskrevs av Thomas, C. 1870.  Steiroxys trilineatus ingår i släktet Steiroxys och familjen vårtbitare. Inga underarter finns listade i Catalogue of Life.